# Контагиозность
Контагио́зность (от лат. contagiosus — заразительный, заразный), также зарази́тельность — свойство инфекционных болезней передаваться от больных организмов — здоровым организмам (людям, животным, растениям и т. д.) путём передачи их возбудителя при непосредственном контакте или через факторы передачи. Контагиозность зависит от вирулентности возбудителя и степени восприимчивости организма к данному возбудителю, которая зависит от иммунитета.
Индекс контагиозности определяется как доля восприимчивых (ранее не болевших и не вакцинированных) лиц, заболевших клинически выраженной формой болезни после их контакта с источником возбудителя инфекции в пределах эпидемического очага.
Понятие «контакта» зависит от механизма передачи инфекции.
Индекс контагиозности зависит от вирулентности возбудителя и степени восприимчивости людей, обусловленной уровнем врождённого иммунитета, а также от наличия условий для реализации механизма передачи инфекции. Так, жёлтая лихорадка совершенно не передаётся через предметы обихода и постельное бельё, даже обильно увлажнённое кровавыми выделениями больных, но при этом для заболевания достаточно одного-единственного укуса заражённого комара Aedes aegypti.

## Индекс контагиозности заболеваний
- бубонная чума — в отсутствие блох — 0,2, в присутствии блох Xenopsylla cheopis — один укус блохи с «чумным блоком»;
- сыпной тиф — в отсутствие вшей — практически 0, при укусах заражённых вшей — 0,5;
- малярия — в отсутствие комаров — практически 0, в присутствии комаров Анофелес — один укус заражённого комара;
- жёлтая лихорадка — в отсутствие комаров — практически 0, в присутствии комаров Aedes aegypti — один укус заражённого комара;
- клещевой энцефалит — в отсутствие клещей — практически 0, при укусах заражённых клещей — 0,5;
- дифтерия, менингококковая инфекция, бруцеллёз — 0,2;
- сибирская язва, брюшной тиф, вирусный гепатит A — 0,4;
- туляремия, КУ–лихорадка — 0,5;
- сап, мелиоидоз, пситтакоз, холера — 0,6;
- геморрагические лихорадки — 0,7;
- корь — 0,9[3][4];
- лёгочная чума — 0,8.